# 早霜 (駆逐艦)
早霜（はやしも）は、大日本帝国海軍の駆逐艦。夕雲型駆逐艦の17番艦である。

## 概要
日本海軍が舞鶴海軍工廠で1943年（昭和18年）1月から1944年（昭和19年）2月20日にかけて建造した夕雲型駆逐艦。竣工後、早霜は訓練部隊の第十一水雷戦隊に所属、訓練や本州近海の護衛任務に従事した。
5月10日より夕雲型2隻（早霜、秋霜）は機動部隊に編入される。5月中旬、航空母艦6隻や戦艦「武蔵」等を護衛してタウイタウイ泊地に進出した。6月9日、「早霜」他と共に対潜哨戒中の駆逐艦「谷風」が米潜水艦に撃沈され、各艦（磯風、島風、早霜、沖波）は救援に従事する。
6月下旬のマリアナ沖海戦における夕雲型2隻（早霜、秋霜）は、機動部隊乙部隊（第二航空戦隊）に所属、戦艦「長門」等と共に米軍機と交戦した。6月20日の空襲で空母「飛鷹」が沈没すると、早霜は僚艦と共に同艦乗組員を救助した
7月上旬、夕雲型2隻（秋霜、早霜）は第五戦隊（妙高、羽黒）を護衛してシンガポールに進出する。その後はリンガ泊地で訓練に従事した。8月15日、日本海軍は夕雲型3隻（早霜、秋霜、清霜）により第2駆逐隊を編制する。新編の第2駆逐隊は第二水雷戦隊（旗艦「能代」）に所属した。
10月中旬以降、第2駆逐隊は捷一号作戦にともなうレイテ沖海戦に参加する。第一遊撃部隊（指揮官栗田健男第二艦隊司令長官、通称栗田艦隊）に所属して米軍と交戦した。10月25日のサマール沖海戦で、「早霜」は空襲を受けて損傷する。姉妹艦「秋霜」に護衛されて撤退中の10月26日、秋霜は軽巡洋艦「能代」救援のために分離した。単独行動となった早霜は再度空襲を受けて、セミララ島（ミンドロ島南方）に座礁した。「早霜」救援のために接近した駆逐艦「藤波」と駆逐艦「不知火」も、米軍機の空襲により相次いで撃沈された。その後、「早霜」は放棄され、最期については判然としない。

## 艦歴

### 建造経緯
1942年度（マル急計画）仮称第345号艦として舞鶴海軍工廠で建造された。1943年（昭和18年）1月20日、起工。
7月31日、第345号艦は「早霜（はやしも）」と命名され、夕雲型駆逐艦に類別された。10月20日、進水し、本籍を横須賀鎮守府に定められる。
1944年（昭和19年）1月10日、荒井靖夫中佐（駆逐艦「文月」艦長等を歴任）が艤装員長に任命される。2月20日、「早霜」は竣工して海軍に引き渡され、艤装員事務所は撤去された。

### 第十一水雷戦隊
竣工後、「早霜」は訓練部隊の第十一水雷戦隊に編入された。直ちに瀬戸内海に回航され、第十一水雷戦隊所属艦と共に訓練を受けた。甲標的の訓練にも協力した。
3月中旬以降、「早霜」は空母「龍鳳」の護衛に従事する。3月21日、「龍鳳」は豊後水道を出撃した。3月22日、「早霜」は鹿児島に向け呉を出発。3月23日、鹿児島で「龍鳳」と護衛の駆逐艦「初霜」と合流した。「龍鳳」は第三四三海軍航空隊（隼部隊）の零式艦上戦闘機を積み込んだ。3月24日に龍鳳隊（龍鳳、初霜、早霜）は鹿児島を出発し、3月25日に伊勢湾に到着した。同地で早霜はサイパン島へ向かう「龍鳳」と分離し、3月26日に呉に戻った。龍鳳隊（龍鳳、初霜）は3月29日に伊勢湾を出撃、横須賀発の瑞鳳隊（瑞鳳、山雲、雪風）と合流してサイパンに向かった。
つづいて「早霜」は空母「大鳳」護衛任務に従事する。3月27日、「早霜」は桂島泊地を出発した。呉からシンガポールに向かう「大鳳」と護衛の駆逐艦「初月」「若月」を臨時に護衛し、大鳳隊と分離後の3月29日、内海西部に帰投した。大鳳隊（大鳳、初月、若月）は4月5日シンガポールに到着した。
4月、「早霜」は第十一水雷戦隊所属艦（霜月、秋霜など）や第二航空戦隊、第三航空戦隊と共に内海西部に所在、訓練に従事する。4月2日、早霜駆逐艦長は荒井中佐から平山敏夫少佐（当時、「秋霜」駆逐艦長）に交代した。
4月21日、「早霜」は桂島泊地を出撃する。臨時に戦艦「大和」の護衛を行うことになった。大和隊（戦艦「大和」、重巡洋艦「摩耶」、駆逐艦「島風」「雪風」）は、マニラ経由でシンガポールに向け、内海西部を出撃する。これを「早霜」と駆逐艦「山雲」が一時的に護衛した。大和隊と別れた「早霜」は4月23日夕刻、横須賀に到着。横須賀海軍工廠で修理と整備を実施した。

### 機動部隊
5月10日、駆逐艦4隻（秋霜、早霜、響、電）は機動部隊（司令長官小沢治三郎中将）に編入される。5月11日、駆逐艦複数隻
は戦艦「武蔵」、空母6隻
を護衛して佐伯を出撃し、タウイタウイに向かう。5月16日、艦隊はタウイタウイ泊地に到着した。「早霜」は同泊地で待機する。
日本海軍機動部隊が待機地点としたタウイタウイ泊地周辺には、アメリカ海軍の潜水艦が頻繁に出没していた。機動部隊の駆逐艦も対潜哨戒に従事するが、逆に複数隻を喪失する。
6月9日、泊地外に敵潜水艦出現の報告により、「早霜」は第17駆逐隊2隻（磯風、谷風）、二水戦僚艦「島風」に従って出動する。横列陣で対潜掃蕩中の夜、「谷風」が米潜水艦「ハーダー (USS Harder, SS-257) 」の雷撃により、僚艦3隻（磯風、早霜、島風）の目前で轟沈した。残存3隻は、応援にきた駆逐艦「沖波」と共に「谷風」の生存者を救助した。
6月19日のマリアナ沖海戦では、機動部隊乙部隊
に編入された。6月20日の対空戦闘において、乙部隊では空母「飛鷹」が沈没する（他に空母「隼鷹」等が損傷）。「早霜」以下各艦は共同で「飛鷹」の乗組員の救助にあたった。海戦後、燃料不足となった駆逐艦部隊（早霜、時雨、浜風、満潮、秋霜）は機動部隊本隊から分離、6月22日には「早霜」と「満潮」が「時雨」に対し燃料補給を実施する。同日夜、沖縄の中城湾に到着した。第一機動艦隊の大部分も同地に集結する。6月23日午後、駆逐艦5隻（浜風、早霜、秋霜、時雨、五月雨）は第七戦隊（司令官白石万隆少将）の重巡洋艦4隻（熊野、鈴谷、利根、筑摩）を護衛して日本本土へ向かった。6月24日、柱島泊地に帰投した。
6月29日 - 30日、夕雲型2隻（早霜、秋霜）は第五戦隊司令官橋本信太郎中将（海兵41期）の指揮下、妙高型重巡洋艦2隻（妙高、羽黒）を護衛して内海西部を出発し、シンガポールへ向かった。マニラを経由して、7月12日シンガポール到着した。同地で修理と整備をおこない、リンガ泊地に移動した。

### 第二駆逐隊
8月15日、日本海軍は夕雲型駆逐艦3隻（早霜、秋霜、清霜）により第2駆逐隊（司令・白石長義大佐）を編成し、第二水雷戦隊（司令官早川幹夫少将、旗艦「能代」）に編入した。
1944年（昭和19年）10月、第2駆逐隊は南方軍総司令部（総司令官寺内寿一元帥陸軍大将）のマニラからサイゴンへの移転に協力するため、南西方面艦隊の指揮下に入った。10月14日、第2駆逐隊の2隻（秋霜、早霜）はリンガ泊地を出撃し、マニラに向かった（清霜はリンガ泊地待機）。「秋霜」「早霜」は10月17日午前8時にマニラ湾口に到着するが、同地が第38任務部隊（マーク・ミッチャー中将）の艦載機による空襲を受けていたため、連合艦隊命令により引き返してブルネイ湾に針路を向けた。
10月18日、捷一号作戦発動に伴って、第一遊撃部隊（指揮官栗田健男中将、第二艦隊司令長官）はリンガ泊地を出撃する。10月19日、第2駆逐隊（早霜、秋霜）はブルネイ着。第一遊撃部隊も遅れてブルネイに到着した。
10月22日、第一遊撃部隊（通称栗田艦隊）はブルネイ湾を出撃した。翌10月23日、パラワン水道においてアメリカ潜水艦の攻撃により重巡洋艦「愛宕」（第二艦隊旗艦）と「摩耶」が沈没し、「高雄」が大破した。「高雄」は、駆逐艦「朝霜」「長波」に護衛されて戦線を離脱した。
10月24日、シブヤン海を航行する栗田艦隊（旗艦「大和」）はアメリカ軍機動部隊艦載機の波状攻撃を受けた。その日の「早霜」は、第一遊撃部隊・第一部隊に属していた（第2駆逐隊の「清霜」は第一遊撃部隊第二部隊〈指揮官鈴木義尾第三戦隊司令官〉所属）。米軍機動部隊艦載機の空襲で第2駆逐隊からは「秋霜」が若干の損傷を受け、「清霜」も損傷し、駆逐艦「浜風」（昼間空襲で損傷、速力低下）と共に戦艦「武蔵」を護衛して栗田艦隊から分離した。
10月25日朝、第一遊撃部隊（栗田艦隊）はサマール島沖で米軍機動部隊（護衛空母部隊）を追撃する（サマール島沖海戦）。この戦闘における第二水雷戦隊の戦果は僅少だった。
同日夕刻（午後5時前後）、「早霜」は爆撃を受けて損傷する。栗田長官は「早霜」単艦でのコロン湾回航を命じたが、続いて「秋霜」に「早霜」掩護を下令した。「秋霜」は栗田艦隊主隊から分離反転して「早霜」に合流、「早霜」も応急修理により自力航行可能となったので、2隻だけでサンベルナルジノ海峡を突破し、栗田艦隊を追いかけた。
10月26日午前7時50分、「秋霜」「早霜」は栗田艦隊本隊を発見、「秋霜」は第2駆逐隊司令（白石大佐、「早霜」座乗）の命令により「早霜」護衛をやめた（15分後に対空戦闘開始）。空襲終了後の9時すぎ、「秋霜」は再び栗田艦隊本隊から分離して「早霜」のそばに戻ってきた。一方、空襲で「能代」が沈没。「秋霜」は「早霜」と分離して「能代」の遭難現場に向かい、「浜波」と共同し「能代」の乗組員を救助している。
取り残された「早霜」はミンドロ島南方を単独航行中に第38任務部隊の艦載機の攻撃を受ける。艦首部と艦中央部の命中弾によって艦首と二番煙突を吹き飛ばされ、沈没を防ぐためにアンティーケ州セミララ島の浅瀬（北緯12度4分5.3秒 東経121度22分8.8秒 / 北緯12.068139度 東経121.369111度座標: 北緯12度4分5.3秒 東経121度22分8.8秒 / 北緯12.068139度 東経121.369111度）に擱座した。すると沈没した重巡洋艦「鈴谷」乗組員を収容して栗田艦隊から遅れていた「沖波」が、擱座した「早霜」を発見して近寄ってきた。燃料に海水が混じったため早霜の使用可能燃料は5トン程度しかなく、「沖波」も余裕はなかったが「早霜」に横付して補給を開始する。この時、「早霜」と「沖波」は「藤波」が2隻から約10 km程沖合を航行するのを発見した。だが、「藤波」は空襲を受け、「早霜」と「沖波」の目前で轟沈した。また「早霜」と「沖波」も空襲を受けたため、「沖波」は横付を離して回避に転じる。「沖波」は「早霜」を残してコロン湾へ向かった。

「早霜」が座礁した頃、レイテ島への輸送作戦（多号作戦）からの帰途に空襲で沈没した軽巡洋艦「鬼怒」と駆逐艦「浦波」救援のため、第一水雷戦隊の駆逐艦「不知火」はコロン湾を出撃、シブヤン海に向かった。だが鬼怒を発見できず、帰途についた。10月27日午前9時35分頃、「不知火」は座礁中の早霜を発見して接近したが、セミララ島の西方海域で米軍機動部隊艦載機の空襲を受けて沈没した。「早霜」はその光景を目撃することになった。

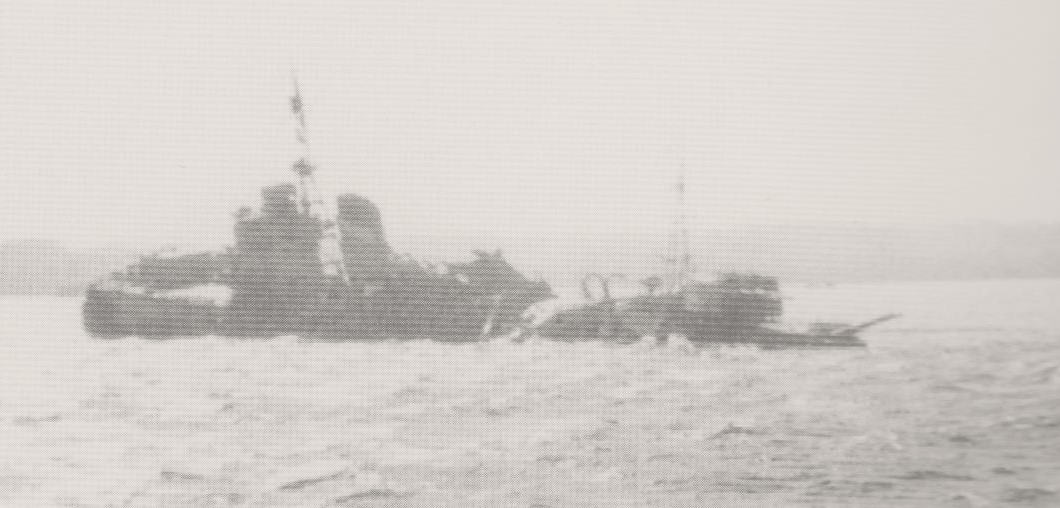
戦後に撮影された座礁して放棄された「早霜」の姿

11月1日、重巡洋艦「那智」（第二遊撃部隊旗艦）の水上偵察機が擱座している「早霜」を発見して着水し、「不知火」の最期を聞きだした。その後、「早霜」は放棄されたが、田中大尉以下約30数名が艦に残っていたという。アメリカ軍によるフィリピン奪回が進んで後、アメリカ海軍の調査班が擱座している「早霜」を調査したが、残留乗組員がその後どうなったかは定かではない。座礁するほどの浅瀬のため、「早霜」の船体とほぼ同規模の海中構造物が、セミララ島イトガオ湾に現存することが衛星写真から判る。
12月1日、平山中佐は早霜駆逐艦長の職務を解かれた。1945年（昭和20年）1月10日、「早霜」は夕雲型型逐艦、第2駆逐隊、帝国駆逐艦籍のそれぞれから除籍された。

## 歴代艦長
艤装員長
1. 荒井靖夫 中佐：1944年1月10日[138] - 1944年2月20日[139]

駆逐艦長
1. 荒井靖夫 中佐：1944年2月20日[139] - 1944年4月2日[56]
2. 平山敏夫 少佐/中佐：1944年4月2日[56] - 1944年12月1日[135]